# Super Bomberman
Super Bomberman é um jogo eletrônico da série Bomberman, lançado pela Hudson Soft em 1993, para o sistema Super Famicom/Super Nintendo. É o primeiro jogo desta série a ser lançado para o console.

## História
Ao norte da Cidade da Paz (cidade de Bomberman), situada na moderna metrópole de Diamond City, o mal chamado Carat Diamond e sua corte junto com o Cientista Dr. Mok designaram um grupo de robôs com capacidades ofensivas e com a intenção de roubar de Bomberman sua avançada capacidade de combate, Diamond criou um falso Bomberman para ir à Cidade da Paz e sequestrar o verdadeiro Bomberman. Percebendo a situação o Bomberman Negro (Black Bomberman) prepara-se para enfrentar sozinho o falso Bomberman, porém acaba sendo derrotado e tendo seu castelo tomado. Contudo, Bomberman Negro escapa e consegue refúgio junto ao Bomberman Branco (White Bomber) e avisa-o do perigo que está acontecendo. Logo após a onda dos robôs inimigos começarem a avançar em direção a Cidade da Paz, os dois heróis devem juntar forças para vencer este mal.

## Jogabilidade
A jogabilidade envolvida neste jogo é super simples. O jogo fica em uma tela única com uma vista de cima. Nesta tela o jogador pode mover-se horizontal ou verticalmente. Ao colocar uma bomba, a mesma levará alguns segundos até que se exploda, permitindo-lhe tempo para fugir. A ideia do jogo, é de utilizar as bombas para destruir as barreiras, inimigos e seus adversários.
Se uma bomba explode atingindo uma outra bomba em seguida fará com que a segunda bomba exploda também mesmo antes do seu tempo limite para explosão, causando assim uma grande reação em cadeia. Caso a explosão da bomba alcance o jogador, esta irá lhe dar dano, podendo matá-lo em grande parte dos casos.
A maioria das fases começam com seus adversários e barreiras que poderão ser eliminadas com suas bombas. À medida que se vai destruindo as barreiras, o jogador terá um espaço mais amplo conseguindo assim mais chances de se esquivar de uma bomba.
Geralmente é bastante útil que se deixe algumas barreiras, assim fica mais fácil criar armadilhas para seus adversários.
Itens especiais podem ser recolhidos no decorrer do jogo. Estes itens ficam disponíveis quando algumas barreiras são destruídas ou quando um adversário é derrotado. Cada um destes itens pode liberar uma habilidade diferente, tais como o incremento do poder de fogo e a capacidade de chutar bombas.

## Jogo Normal
O jogo normal tem seis mundos cada um com seu conjunto de inimigos. Cada mundo tem oito etapas sendo que a última etapa será um chefe. Você deverá seguir no jogo destruindo seus adversários e após isso deverá entrar em uma porta que surgirá de uma das paredes destrutíveis.

O mundo 5 difere bastante dos outros porque o jogador luta com robôs bombers tornando a fase num estilo bem diferente do modo normal de finaliza-lá.

O jogo normal pode ser jogado por um ou dois jogadores. No modo de dois jogadores, o objetivo consiste em trabalhar cooperativamente para derrotar os inimigos, embora seja possível derrotar seu companheiro com suas bombas.

O jogo mantém um sistema de senha para que o jogador possa salvar o seu desenvolvimento no jogo.
Este jogo é o primeiro em que o Bomberman Negro (Black Bomberman) une-se com o Bomberman Branco (White Bomberman). Aparentemente eles eram rivais.

## Modo Batalha
O modo batalha é jogado de um a quatro jogadores, porém o aparelho só mantém entrada para somente dois jogadores, sendo assim é necessário utilizar um dispositivo para torná-lo compatível aos quatro jogadores.
O objetivo do jogo é vencer os outros jogadores e ser o único a ficar vivo, você pode contar com a sorte e com sua inteligência. Se o jogador conseguir ficar vivo ganhará a rodada e conseguirá obter um troféu de ouro, se acumular o número de troféus máximo, então ganhará toda a partida. Antes de entrar neste modo pode-se configurar a quantidade de troféus que os jogadores deverão acumular, sendo que vai de um até cinco.
Cada rodada têm tempo limite de 2 minutos. Após 1 minuto, o jogo mostra uma mensagem de alerta e começa a distribuir paredes indestrutíveis ao redor da arena, começando pelo lado inferior do lado esquerdo, porém se alguma destas paredes caírem sobre algum jogador, este será destruído instantaneamente.
O modo batalha pode ser extremamente rápido e agitado, exigindo assim, uma grande capacidade de concentração e reflexos rápidos.

## Recepção
O jogo pontuou 62,37% no agregador de reviews Gamerankings.